# Geomatica

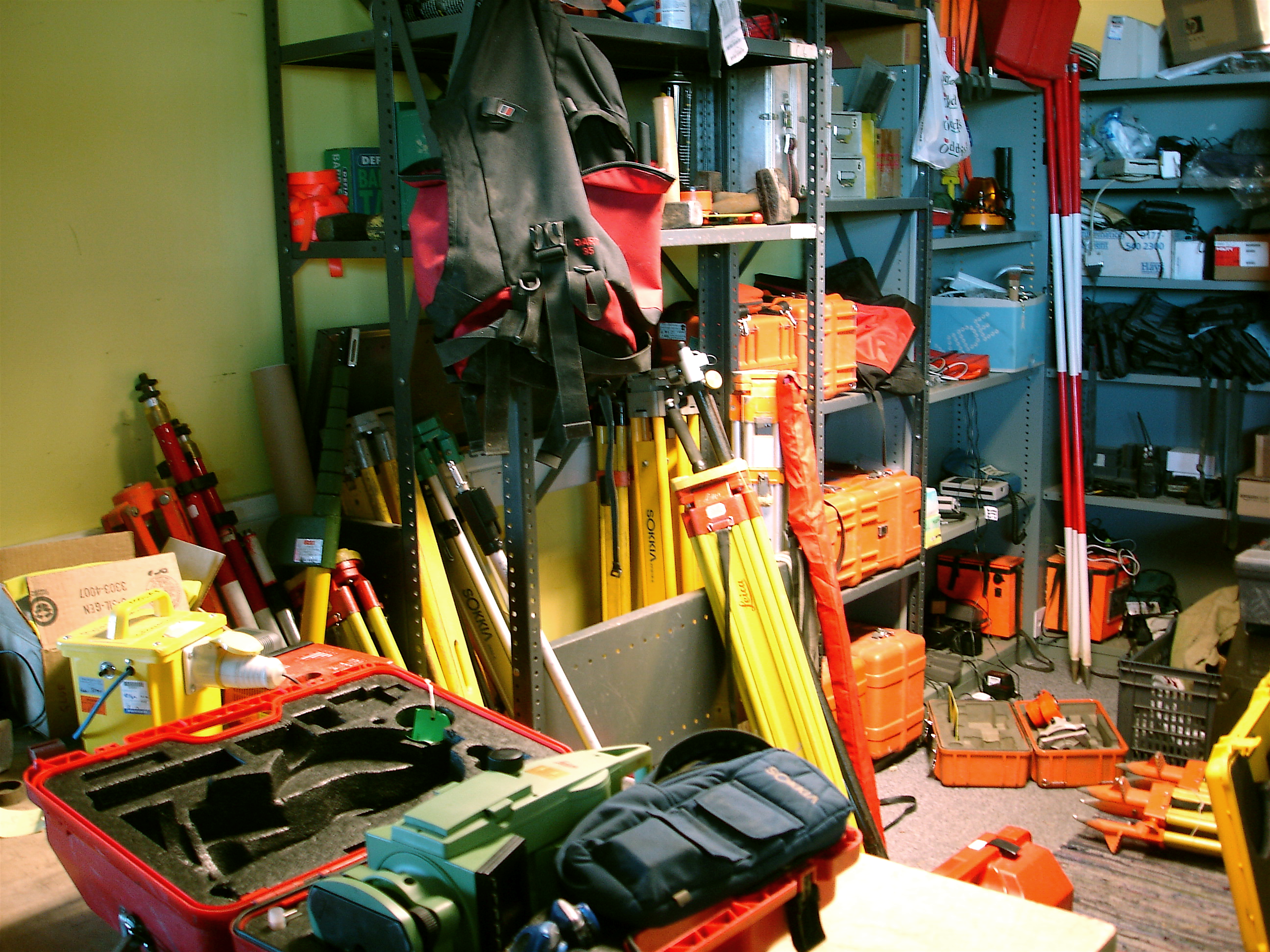
Strumenti utilizzati per la geomatica

La geomatica è la disciplina che si occupa di acquisire, modellizzare, interpretare, elaborare, archiviare e divulgare informazioni georeferenziate, ovvero informazioni caratterizzate da una posizione in un prescelto sistema di riferimento. Esempi semplici di informazioni georeferenziate sono la posizione del proprio luogo di residenza, la posizione (variabile) di un veicolo, la morfologia di una porzione di territorio (in funzione della posizione conosco, ad esempio, l'altitudine sul livello del mare).

## Descrizione
Quando si consulta un navigatore satellitare basato sul sistema di posizionamento globale per sapere dove ci si trova e qual è il percorso ottimale per raggiungere un certo luogo oppure quando si naviga su un'immagine satellitare in Google Earth per conoscere virtualmente una località si utilizzano implicitamente strumenti di acquisizione, elaborazione e divulgazione di informazioni georeferenziate propri della geomatica.
La geomatica ha pertanto i suoi fondamenti metodologici nelle discipline che storicamente si sono occupate di risolvere i problemi di posizionamento sulla superficie terrestre e nelle sue immediate vicinanze (geodesia, astronomia, matematica, statistica) e ha tratto ovvio beneficio dallo sviluppo recente dell'informatica per quanto riguarda l'elaborazione, l'archiviazione e la divulgazione delle informazioni.
Alcuni problemi (su scala globale e locale) nei quali la geomatica ha un ruolo determinante sono, ad esempio, i seguenti:
- studio della forma della Terra e del suo campo di gravità
- definizione e realizzazione del sistema di riferimento globale
- studio della circolazione delle correnti oceaniche
- studio della geodinamica globale
- produzione di cartografie 2D e 3D (modelli digitali del terreno)
- monitoraggio del territorio per rischi idrogeologici (fenomeni di dissesto e di subsidenza)
- monitoraggio di strutture e infrastrutture
- controllo di flotte di veicoli
- censimento e monitoraggio di siti di interesse ambientale, architettonico, artistico e archeologico.

Alla geomatica afferiscono pertanto le tecniche di posizionamento terrestri (storicamente ricomprese nella topografia) e spaziali (GPS, GLONASS, Galileo, Compass-Beidou), la fotogrammetria digitale, le tecniche di scansione laser da terra e da velivolo, il telerilevamento da aereo e da satellite, la cartografia numerica, i sistemi informativi territoriali (inclusi WebGIS e geoservizi), la geostatistica.

## Regolamentazione
In Europa sono implementate iniziative che coinvolgono le discipline e le tecniche della geomatica per regolamentare l'utilizzo delle informazioni georeferenziate (Geospatial Information o Spatial Information, SI) e per utilizzare in modo appropriato i dati di osservazione della Terra per la conoscenza e gestione del territorio e dei rischi ambientali. In particolare:
- la direttiva dell'Unione europea INSPIRE (Infrastructure of Spatial Information in the European Community), si pone come traguardo la realizzazione di una infrastruttura di dati spaziali (SDI) che consenta l'interoperabilità delle informazioni georeferenziati su tutto il territorio europeo
- l'iniziativa GMES (Global Monitoring for Environment and Security) ha l'obiettivo di costruire e analizzare scenari per realizzare un sistema articolato e coordinato centralmente per la gestione globale del rischio a livello europeo.